# Кен Андре Олімб
Кен Андре Олімб (норв. Ken André Olimb, нар. 21 січня 1989, Осло) — норвезький хокеїст, крайній нападник клубу ДХЛ «Дюссельдорф ЕГ». Гравець збірної команди Норвегії.

## Ігрова кар'єра
Вихованець хокейної школи «Манглеруд Стар» (Осло). 
Професійну хокейну кар'єру розпочав у сезоні 2006–07 виступами за команду «Волеренга». Влітку 2008 перейшов до клубу «Фріск Тайгерс».
Через два роки уклав контракт з шведською командою «Лександ».
У сезоні 2012–13 Кен перейшов до іншого шведського клубу «БІК Карлскуга».
Наступного сезону перейшов до клубу ДХЛ «ДЕГ Метро Старс». У складі дюссельдорфської команди провів три сезони та був одним із лідерів.
У квітні 2016 уклав дворічний контракт із шведським клубом «Лінчепінг», де він два роки відіграв разом з своїм рідник братом Матісом.
10 квітня 2018 Кен, як вільний агент повернувся до «ДЕГ Метро Старс» з яким уклав контракт до кінця 2021 року.

## У складі збірної
У складі національної збірної Норвегії дебютував на чемпіонаті світу 2010 року.
7 січня 2014 потрапив до заявки збірної Норвегії на зимові Олімпійські ігри 2014, а весною на чемпіонат світу.

## Нагороди та досягнення
- Чемпіон Норвегії у складі «Волеренга» — 2006, 2007.

## Статистика
| 2006-2007 | «Волеренга»       | ГЕТ-Ліга    | 34 | 10 | 15 | 25 | 14 | 15 | 1 | 1 | 2 | 4  |
| 2006-2007 | «Волеренга» 2     | 1 дивізіон  | 3  | 0  | 2  | 2  | 6  | -  | - | - | - | -  |
| 2007-2008 | «Волеренга»       | ГЕТ-Ліга    | 38 | 6  | 5  | 11 | 8  | 10 | 0 | 2 | 2 | 0  |
| 2007-2008 | «Волеренга» 2     | 1 дивізіон  | 12 | 6  | 15 | 21 | 18 | -  | - | - | - | -  |
| 2008-2009 | «Фріск Тайгерс»   | ГЕТ-Ліга    | 45 | 10 | 26 | 36 | 14 | 5  | 4 | 0 | 4 | 25 |
| 2009-2010 | «Фріск Тайгерс»   | ГЕТ-Ліга    | 48 | 17 | 30 | 47 | 10 | -  | - | - | - | -  |
| 2010-2011 | «Лександ»         | Аллсвенскан | 41 | 11 | 17 | 28 | 14 | 6  | 0 | 1 | 1 | 0  |
| 2011-2012 | «Лександ»         | Аллсвенскан | 51 | 9  | 16 | 25 | 30 | 10 | 2 | 4 | 6 | 4  |
| 2012-2013 | «БІК Карлскуга»   | Аллсвенскан | 51 | 16 | 26 | 42 | 16 | 6  | 1 | 2 | 3 | 4  |
| 2013-2014 | «ДЕГ Метро Старс» | ДХЛ         | 39 | 9  | 17 | 26 | 26 | -  | - | - | - | -  |
| 2014-2015 | «ДЕГ Метро Старс» | ДХЛ         | 51 | 13 | 39 | 52 | 18 | 12 | 2 | 6 | 8 | 2  |
| 2015-2016 | «ДЕГ Метро Старс» | ДХЛ         | 52 | 19 | 23 | 42 | 16 | 5  | 1 | 2 | 3 | 4  |
| 2016-2017 | «Лінчепінг»       | ШХЛ         | 39 | 9  | 13 | 22 | 4  | 6  | 1 | 0 | 1 | 0  |
| 2017-2018 | «Лінчепінг»       | ШХЛ         | 48 | 8  | 20 | 28 | 8  | 7  | 2 | 5 | 7 | 2  |
| 2018-2019 | «ДЕГ Метро Старс» | ДХЛ         | 50 | 13 | 18 | 31 | 18 | 7  | 0 | 1 | 1 | 2  |
| 2019-2020 | «ДЕГ Метро Старс» | ДХЛ         | 51 | 11 | 23 | 34 | 12 | -  | - | - | - | -  |